# ブレンダン・エイモン・ファーガス・フィヌケーン
ブレンダン・エイモン・ファーガス・フィヌケーン（Brendan Eamon Fergus Finucane、1920年10月16日 - 1942年7月15日）は、イギリス空軍のエース・パイロット。

## 経歴
アイルランドのダブリンで生まれ、1938年イギリス空軍に入隊した。
1940年7月に第65飛行隊に配属されバトル・オブ・ブリテンを戦う。その後1941年4月にオーストラリア空軍第452飛行隊に転属。1942年1月に第602飛行隊に転属後6月に32機撃墜の功績によりイギリス空軍最年少の中佐となり、ホーンチャーチ航空団司令に就任。
7月15日、オステンデ攻撃からの帰途、ポアン・デュ・トゥケを低空飛行中に対空砲の攻撃を受けエンジンが停止、英仏海峡に墜落、戦死した。